# Kristine Minde
Kristine Minde (született: Kristine Wigdahl Hegland, Bergen, 1992. augusztus 8. –) norvég női válogatott labdarúgó. A Rosenborg BK középpályása.

## Sikerei

### Klubcsapatokban
Svéd bajnok (1):
- Linköping (2): 2016, 2017

 Svéd kupagyőztes (1):
- Linköping (1): 2014–15

 Német bajnok (1):
- VfL Wolfsburg (2): 2018–19,  2019–20

 Német kupagyőztes (1):
- VfL Wolfsburg (2): 2018–19, 2019–20

### A válogatottban
Norvégia
- Algarve-kupa bronzérmes: 2020